# Epiphragma solatrix
Epiphragma solatrix är en tvåvingeart som först beskrevs av Osten Sacken 1860.  Epiphragma solatrix ingår i släktet Epiphragma och familjen småharkrankar. Inga underarter finns listade i Catalogue of Life.